# Forze armate boliviane
Le forze armate boliviane (in spagnolo Fuerzas Armadas del Estado Plurinacional de Bolivia) sono le componenti militari per la difesa della Repubblica di Bolivia.

## Storia

### Il colpo di Stato del 2024
Il 26 giugno 2024, sotto la guida del comandante generale Juan José Zúñiga, le forze armate composte da un gruppo di militari dell'esercito e della marina hanno tentato un colpo di Stato. Di seguito il comandante è stato arrestato.